# Katedrála Nanebevzetí Panny Marie (Porto)
Katedrála Nanebevzetí Panny Marie či běžněji katedrála v Portu (portugalsky Sé do Porto) je chrám v historickém centru města Porto v severním Portugalsku a sídelní kostel zdejší římskokatolické diecéze. Je to jedna z nejstarších památek tohoto města a jedna z nejvýznamnějších románských památek regionu.

## Dějiny, architektura a výzdoba
Město bylo sídlem biskupství počínaje vládou Suevů v 5.-6. století. Předrománský kostel je zmíněn v De Expugnatione Lyxbonensi ještě v roce 1147, takže stavba současné budovy začala ve druhé polovině 12. století a práce pokračovaly až do 16. století. V 18. století došlo k významným barokním přístavbám a další změny byly provedeny ve 20. století.

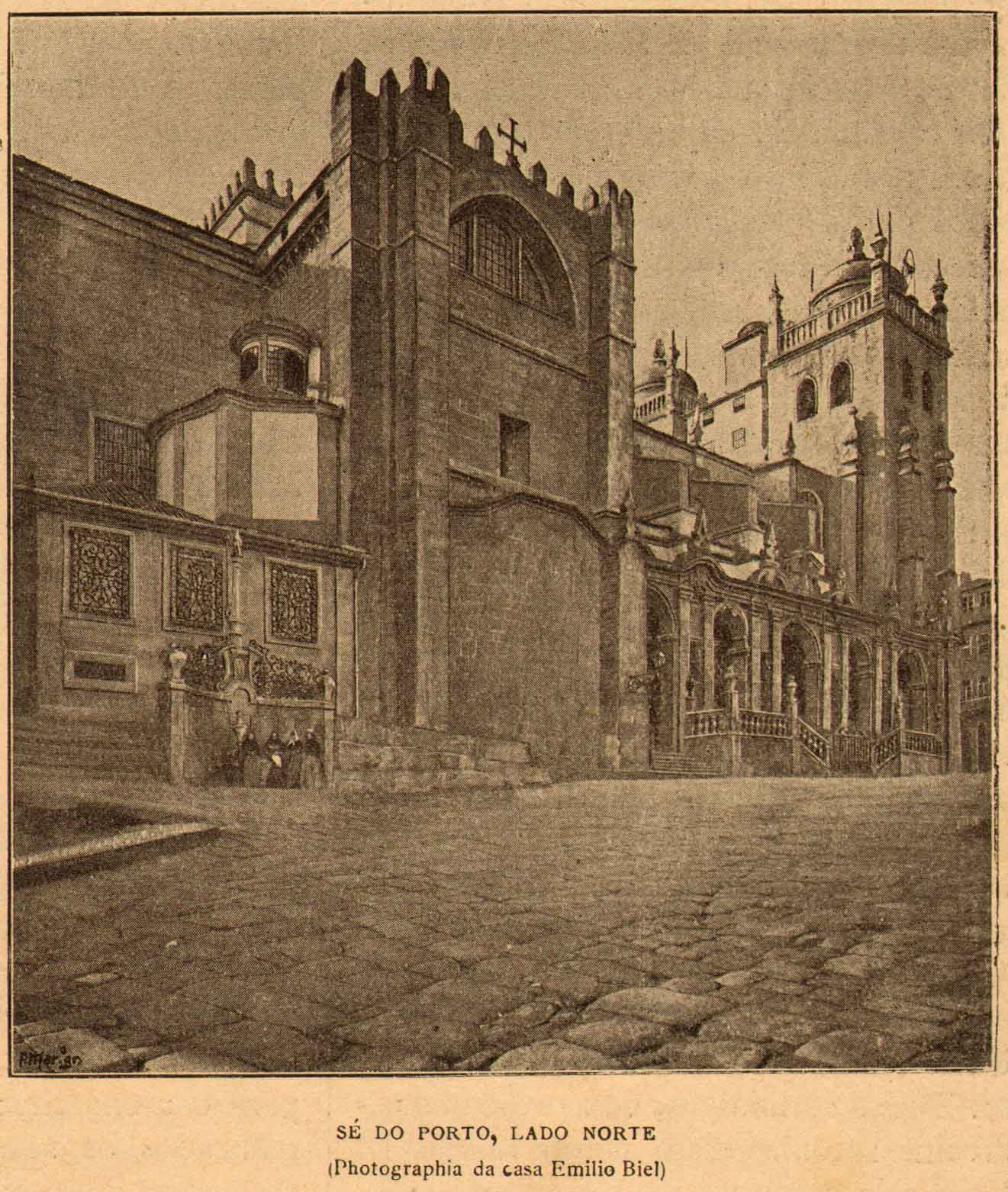
Kresba katedrály od Alfreda Roque Gameira z knihy História de Portugal, popular e ilustrada (1899)

Průčelí je lemováno dvěma čtvercovými věžemi, každá z nich je podepřenou dvěma opěrnými pilíři a zakončena kupolí. Nezdobná fasáda je architektonicky poměrně heterogenní. Je na ní barokní balkón i krásné románské rozetové okno pod cimbuřím, které vyvolává dojem opevněného kostela.

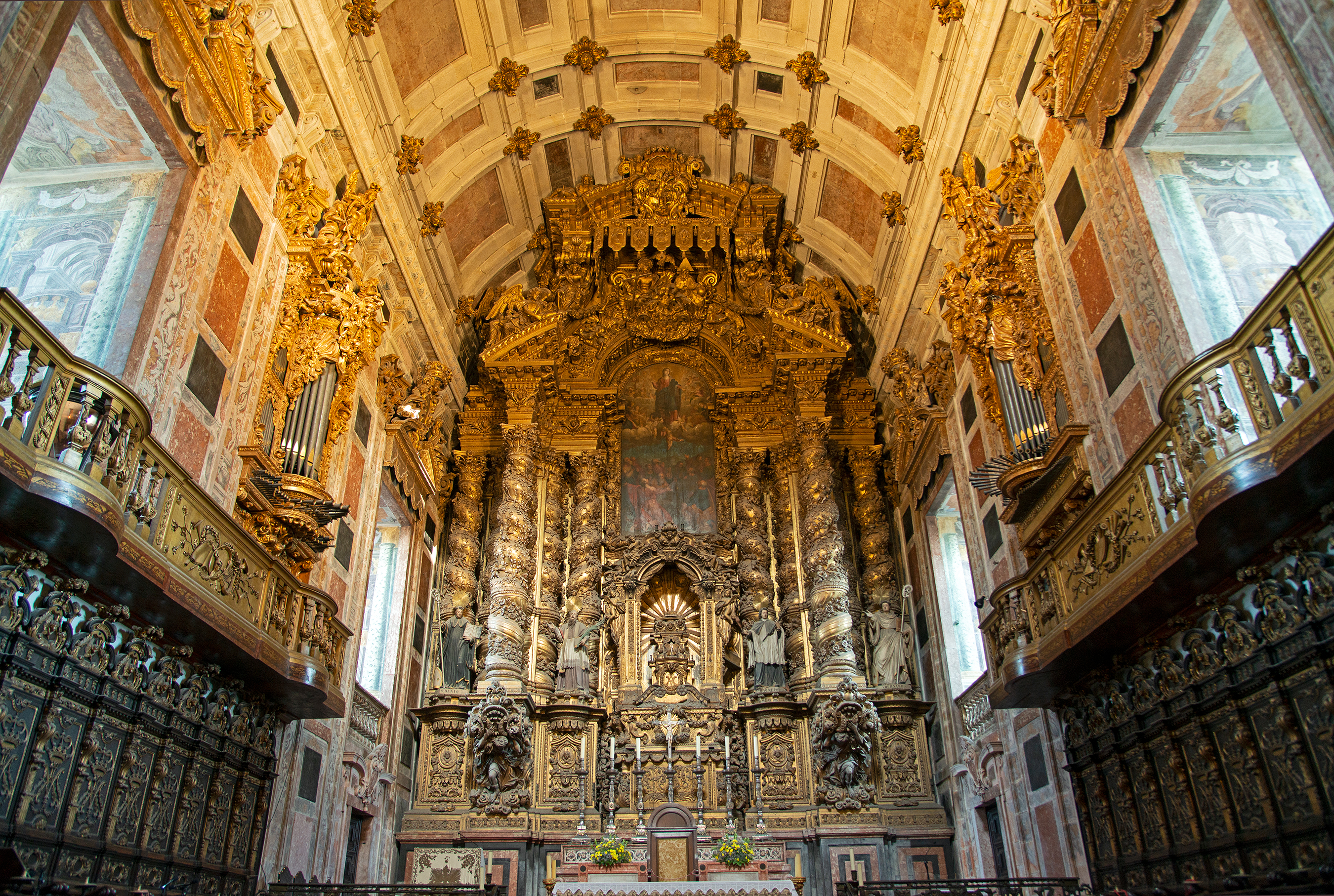
Oltář

Románská loď je poměrně úzká a je zaklenuta valenou klenbou. Na ni navazují dvě boční lodě s nižší klenbou. Kamenná střecha střední lodi je podepřena opěrnými oblouky; katedrála je jednou z prvních staveb v Portugalsku, kde byl tento architektonický prvek použit.
První románská stavba prošla později mnoha úpravami, ale celkový vzhled fasády zůstal románský.

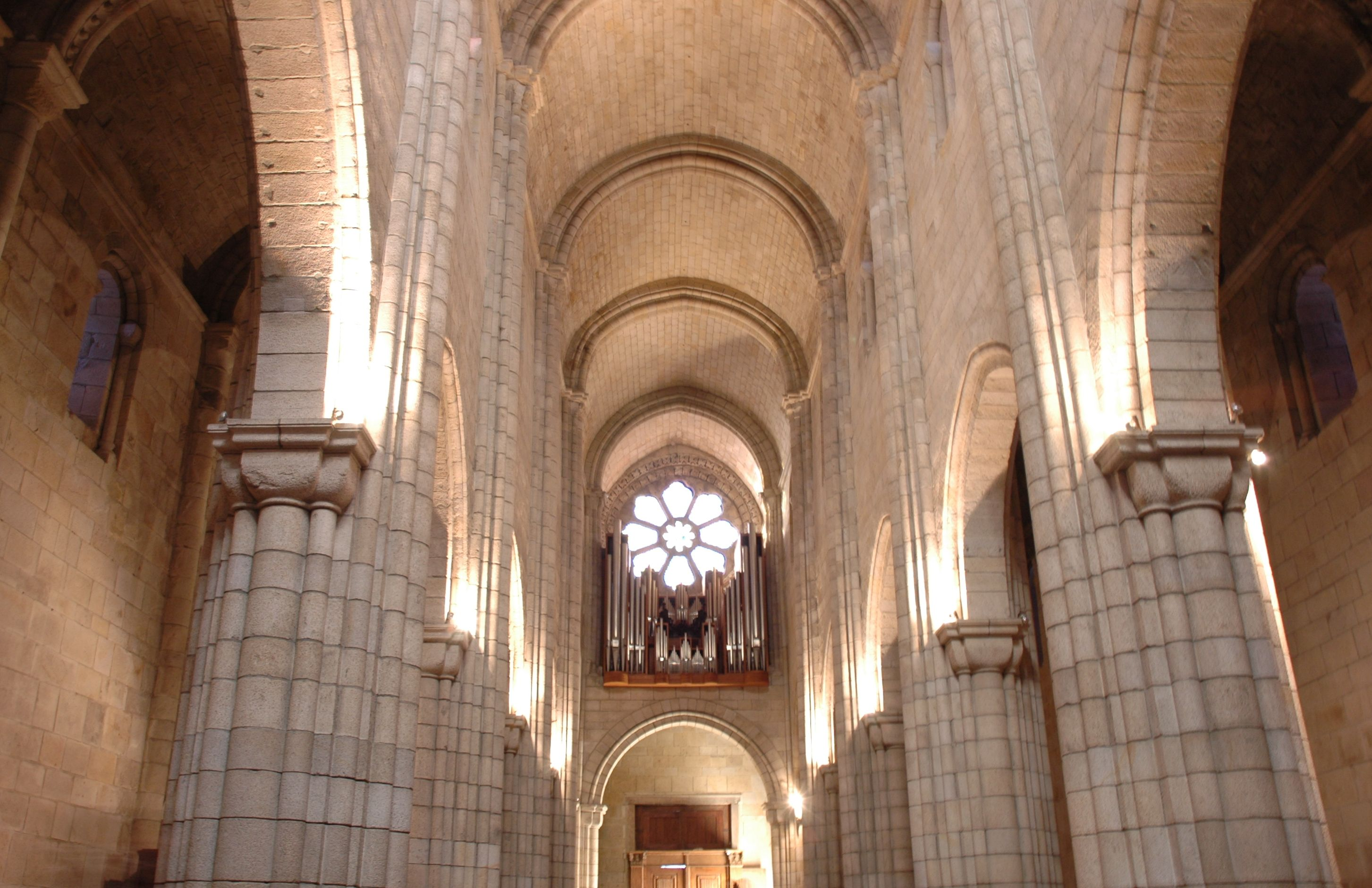
Pohled hlavní lodí na růžici

Kolem roku 1333 byla přistavěna gotická pohřební kaple Joãa Gorda. João byl maltézský rytíř, který pracoval pro krále Dinise I. Hrob zdobí jeho ležící postava a reliéfy apoštolů. Z gotického období pochází také elegantní křížová chodba, postavená mezi 14. a 15. stoletím za vlády Jana I., který se v roce 1387 v katedrále v Portu oženil s anglickou princeznou Filipou z Lancasteru.

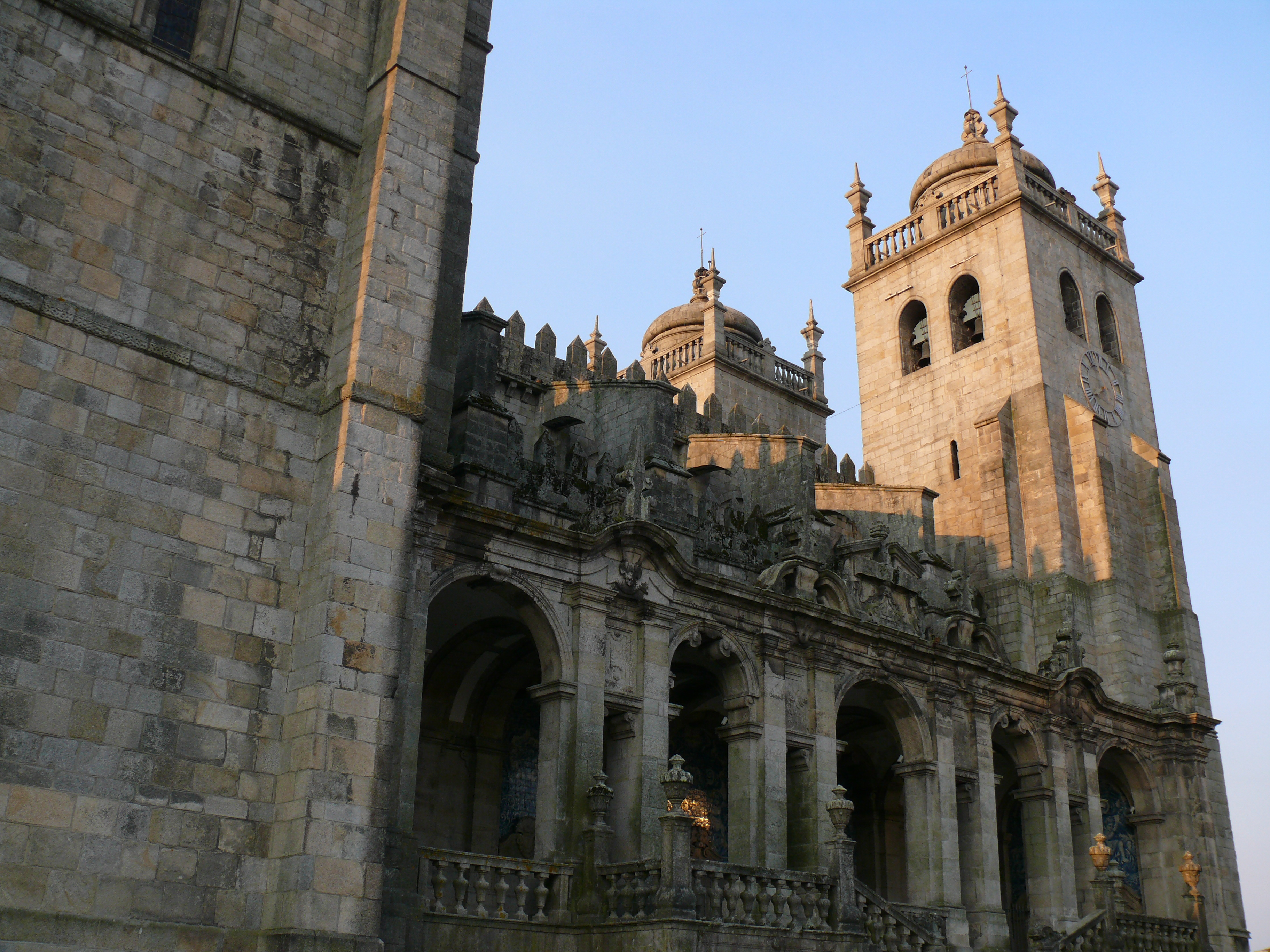
Barokní lodžie z boku

Vnější podoba katedrály byla značně pozměněna v baroku. Roku 1772 vznikl nový hlavní portál místo starého románského a byly upraveny věžní kupole. V roce 1736 italský architekt Nicolau Nasoni přidal k boční fasádě katedrály elegantní barokní lodžii. Během pomerančové války v době bitvy u Amarante nakrátko ovládla katedrálu skupina španělských vojáků, než byla přemožena místními obyvateli. Mramorová deska s magnetitovým podkladem visící za oltářem připomíná ty, kteří zemřeli při znovuzískání kostela. Magnetitová podložka byla vybrána, aby se připomínala cestujícím poblíž katedrály tím, že přitahuje střelku jejich kompasu.

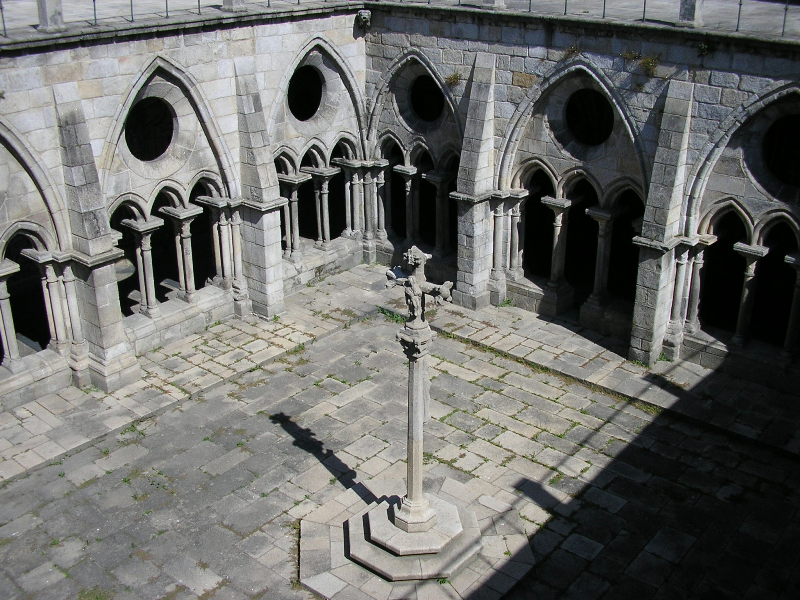
Gotické ambity katedrály.

V době baroka byl upraven i interiér. V jedné z kaplí se nachází nádherný stříbrný oltář, postavený v druhé polovině 17. století portugalskými umělci. Taktéž v 17. století byla zbořena románská apsida (která měla chórový ochoz) a postavena nová v barokním slohu, později vyzdobená nástěnnými malbami od Nasoniho a chórovými lavicemi. Oltářní obraz, který navrhl Santos Pacheco a provedl Miguel Francisco da Silva v letech 1727 až 1729, je významným dílem portugalského baroka.
Trojitá červená mramorová křtitelnice podepřená sochou pochází ze 17. století a zdobí ji bronzový basreliéf od Antónia Teixeira Lopese, zobrazující Kristův křest.

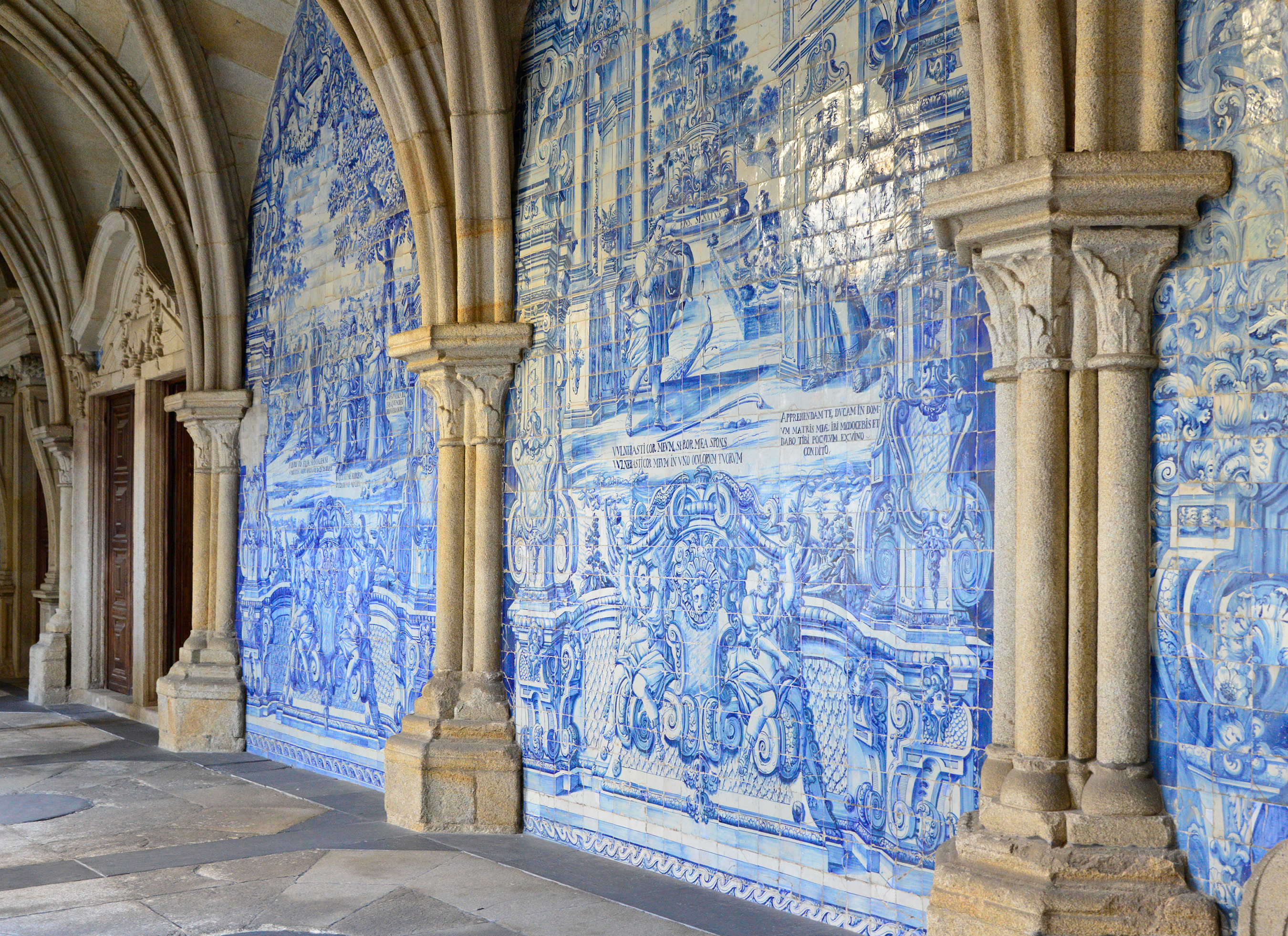
Azulejová výzdoba stěn a gotické prvky

Jižní rameno transeptu umožňuje přístup do gotického ambitu, který je vyzdoben barokními azulejos od Valentima de Almeida z let 1729 až 1731. Zobrazují scény z Písně písní. Pozůstatky raně románského ochozu obsahují několik sarkofágů. Terasu zdobí dlaždicové panely od Antónia Vidala. Kazetový strop kapitulní síně vymaloval alegoriemi mravních hodnot Pachini v roce 1737.